# Nøgleklokke
Nøgle-Klokke (Campanula glomerata) eller Nøgleblomstret Klokke er en 25-30 cm høj urt, der i Danmark bl.a. vokser på kalkrige skrænter.

## Beskrivelse
Nøgle-Klokke er en flerårig urt med en opret vækst. Stænglerne er rødlige, firkantede i tværsnit og let hårede. De bærer spredte blade, der er siddende og smalt ægformede til lancetformede med groft takket rand. Oversiden er græsgrøn og ru af nedsænkede bladribber, mens undersiden er gråhvid på grund af et tæt hårlag.
Blomstringen sker i juni-september, hvor man finder endestillede (og nogle få akselstillede) stande med nogle få blomster i hver. De enkelte blomster er regelmæssige og klokkeformede, sammenvoksede forneden og med en krave af udadbøjede spidser. Kronbladene er blåviolette. Frugterne er kapsler med mange frø.
Rodnettet består af en kort jordstængel og trævlede rødder.
Højde x bredde og årlig tilvækst: 0,40 x 0,20 m (40 x 20 cm/år). Målene kan bruges til beregning af planteafstande, når arten anvendes som kulturplante.

## Voksested
Arten er udbredt i Mellemøsten, Centralasien, Sibirien, Østasien og Europa, hvor den tilhører plantesamfundet Cirsio-Brachypodion, som findes på magre, tørre overdrev, skovbryn og vejskråninger. I Danmark er den meget sjælden og strengt knyttet til tør, kalkholdig bund. Den findes især på Øerne og ved Limfjorden.
I Vester Thorup Plantage nær Bulbjerg vokser den sammen med bl.a. Hjertegræs, Alm. Kællingetand, Alm. Pimpinelle, Alm. Torskemund, Bjerg-Rørhvene, Blodrød Storkenæb, Blåmunke, Dunet Vejbred, Gul Snerre, Hulkravet Kodriver, Rød Svingel, Stor Knopurt og Vellugtende Gulaks
| Portal | Portal:Botanik |

## Note
1. ↑  Skov- og Naturstyrelsen: Vester Thorup Plantage

## Eksterne links
- Den virtuella floran (med udbredelseskort)